# Péšávar
Péšávar (paštunsky پېښور, Peṣawar, urdsky پشاور, Pašāwar) je hlavní město pákistánské provincie Chajbar Paštúnchwá a administrativní centrum pro Federálně spravovaného kmenového území Pákistánu. Samotný pojem Péšávar pochází z perštiny a znamená doslova „vysoká pevnost“. Území, na kterém se město nachází, má za sebou dlouhou a pestrou minulost, během které bylo obsazeno Peršany, Durrany, Řeky, Maurjy i Mughaly, Sikhy a Brity.

## Historie

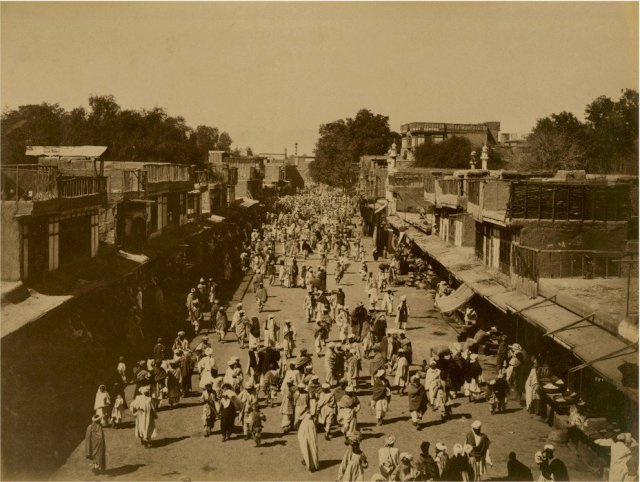
Péšávar v roce 1870

Péšávar se nachází v místech, kde mají svůj původ indoíránské kmeny. Územně město patřilo ke Gandháře a v dávných dobách bylo v kontaktu s kulturou Harappy v údolí Indu, Baktrií i dalšími zeměmi na území Afghánistánu. Podle historika Tertia Chandlera měl Péšávar v roce 100 př. n. l. 120 000 obyvatel, což z něj činilo jedno ze sedmi nejlidnatějších měst světa té doby. V blízkosti Péšávaru se nacházelo město Puškálavatí, další starověké gandhárské město.
Podle dobových záznamů bylo první město postavené na péšávarském území Purušapura, které nechali vystavět Kušáni před více než dvěma tisíci lety. Ještě předtím patřilo území ke Gandháře, která byla později dobyta Achaimenovci i Alexandrem makedonským. Poté, co Alexandr zemřel, jeho nástupcem se stal Seleukos I. a ten na přelomu 3. a 2. století př. n. l. podstoupil Gandháru i s územím Péšávaru Čandraguptvi Maurjovi, prvnímu vládci z dynastie Maurjů. Někdy v té době sem byl zavlečen buddhismus, který se stal převládajícím náboženstvím obyvatel Gandháry až do doby příchodu islámu.
Oblast, kterou v průběhu 2. století př. n. l. i s Péšávarem zabral Řecko-baktrijský král Eukradités (okolo 170–159), byla v dalších letech ovládána panovníky Řecko-baktrijského a později Indo-řeckého království. Péšávár byl poté v područí parthských i indoparthských králů, z nichž nejznámější byl asi Gondophares, jehož doba vlády se datuje do počátku prvního století. Po Gondopharovi se na trůně vystřídali ještě dva či ti jeho nástupci, než Péšávar padl do rukou „velkých Kušánců“.
Prvním kušánským králem se stal Kudžúla Kadphises. Za jeho potomka krále Kanišky Kušánská říše dosáhla vrcholu své moci. Péšávar se stal velkým buddhistickým centrem, pročež býval někdy nazýván „lotosovou zemí“. Sám Kaniška nechal postavit hned vedle Péšávaru stúpu dosahující na svou dobu ohromné výše - později se stala známá jako Kaniškova stúpa. První zprávy o této stavbě podává čínský poutník Fa-sien, který oblast navštívil okolo roku 400. Výšku stúpy odhadoval na 120 metrů. V průběhu let byla stavba několikrát poničena bleskem, avšak posléze znovu opravena. Když kolem roku 634 navštívil území Süan-cang, stúpa pořád stála. Do dnešních dnů se z ní dochovaly jen ruiny s dobře zachovalou urnou, která má podle tradice uchovávat Buddhovy ostatky.
V následujících staletích oblast Péšávaru postupně začali osidlovat Paštunci. Brzy se stali v oblasti dominantním etnikem a z Pěšávaru se tak stalo vedle Kandaháry a Kábulu centrum Paštunské kultury. Když na přelomu 9. a 10. století muslimští Arabové dobyli oblast, Paštunci začali konvertovat k islámu. V roce 1530 do Péšávaru zavítal zakladatel Mughalské říše král Bábur, přestavěl zdejší pevnost a město přejmenoval na Begram. Za jeho vnuka Akbara se Péšávar stal důležitým centrem obchodu. Opravdový rozkvět pak nastal za vlády Šúr Chán Súra, který ustanovil hlavní trasu mezi Dillím a Kábulem skrze Chajbarský průsmyk a právě Péšávar. Za období mughalské vlády se město stalo známé jako „město květin“, jelikož mughalští panovníci nechali ve městě vysázet mnoho stromů a postavit mnoho zahrad podle perské předlohy.
Během vlády Ahmad Śáh Abdalího (1723–1773) a jeho nástupců se péšávarští Paštuni účastnili nájezdů do Jižní Asie. V roce 1834 se Pěšávaru zmocnili Sikhové, kteří byli po dlouhou dobu utlačováni mughalskou nadvládou. Během následných bojů byly zničeny péšávarské zahrady. Nedlouho na to začala Sikhská říše upadat a města se zmocnili Britové, kteří jej měli v držení až do roku 1947, kdy vznikl samostatný Pákistán a město připadlo mu.

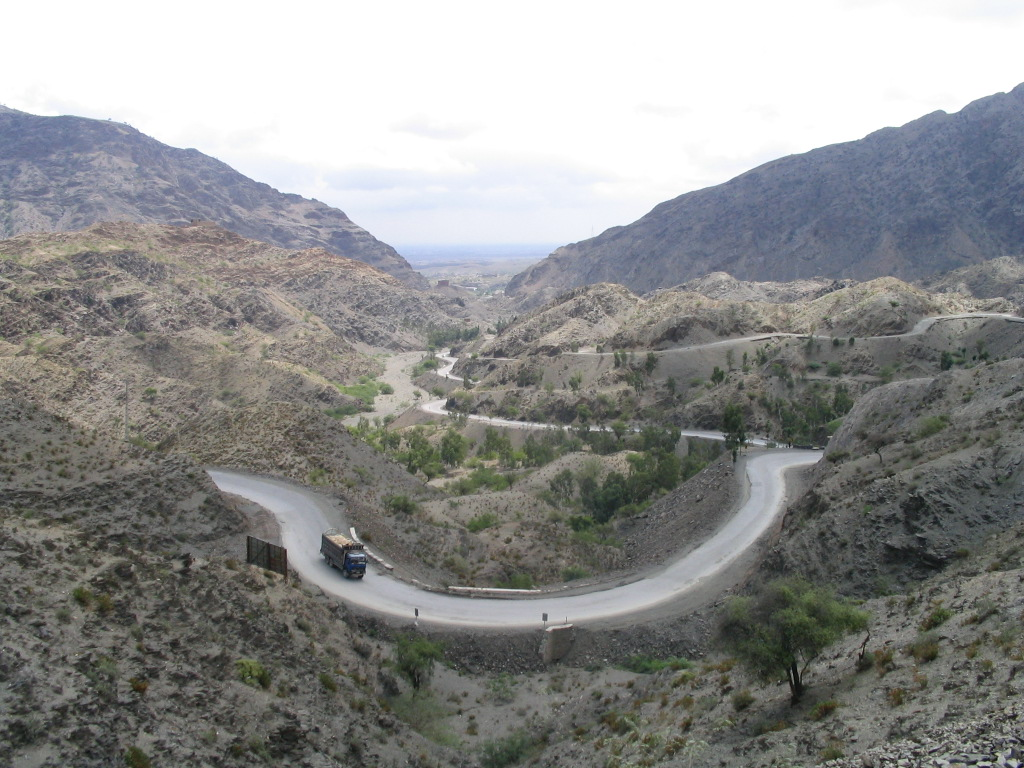
Chajbarský průsmyk

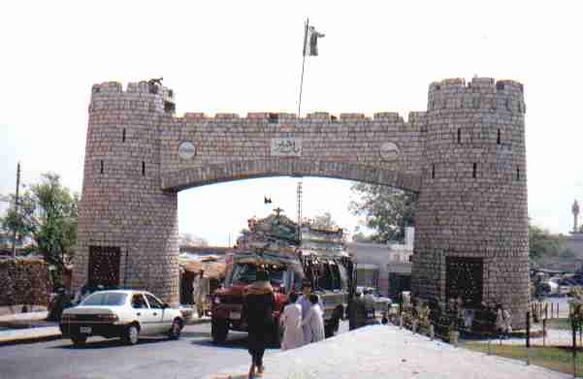
Jedna z péšávarských bran

Díky strategické pozici mezi střední, jižní a západní Asií byl Péšávár po dlouhá staletí centrem obchodu mezi jižní a střední Asií, Afhánistánem i Středním východem. Město mimo jiné proslavila řada básníků, kteří město opěvovali ve svých dílech nebo se v něm někteří z nich sami narodili.
Když roku 1979 vtrhla do Afghánistánu sovětská vojska, Péšávar se v čele s muhádžiry stal centrem odpůrců sovětského vpádu. Do města se sjelo množství afghánských uprchlíků, kteří zde většinou zůstali až do konce občanské války v roce 1989. Mnoho z těchto uprchlíků se ve městě usadilo na trvalo, avšak mnoho jich dalo přednost táboření v okolí města a čekání na konec války, kdy by se budou moci vrátit zpět do Afghnistánu. V období Studené války byl jedním z hlavních předsunutých bodů ozbrojených sil USA, odkud startovaly špionážní letouny nad území SSSR (například i U-2 sestřelené sověty).
Dnes je Pěšávar důležitým a strategickým městem Pákistánu.

## Geografie a klima
Péšávar se nachází blízko východního konce Chajbarského průsmyku na Íránské plošině. Leží na hranicích jižní a střední Asie a v minulostech byl součástí hedvábné stezky. Dnes se město nachází v Chajbar Paštúnchwá a tvoří administrativní centrum pro Federálně spravovaná kmenová území Pákistánu. Je též hlavním městem stejnojmenného okresu.
Zima v Péšávaru začíná zhruba v půlce listopadu a končí koncem března. Léto se většinou pohybuje v rozmezí měsíců května až září. Letní teploty se pohybují v rozmezí 25-40 °C. Během zimy teploty většinou neklesnou pod 4 °C. Srážky dosahují vyšších hodnot v zimním období, během třiceti let byla zaznamenána průměrná hladina srážek 400 milimetrů za rok.

## Kultura
Péšavar je město s bohatou minulostí a nachází se v něm řada památek, jeho stará opevněná část zahrnuje celkem 16 kamenných bran. Je zde množství mešit, pevností i dalších staveb z různých historických období. Zejména díky svým dějinám je pak město hojně navštěvováno turisty. Hlavně pro ně je ve městě několik hotelů a množství obchodů se suvenýry. Péšavar je též rodištěm mnoha významnějších osob, mezi něž patří např. squashový hráč Jahangir Khan či režisér Rádža Kapur.